# یواس‌اس نیکلسون (دی‌دی-۵۲)
یواس‌اس نیکلسون (دی‌دی-۵۲) (به انگلیسی: USS Nicholson (DD-52)) یک کشتی بود که طول آن ۳۰۵ فوت ۳ اینچ (۹۳٫۰۴ متر) بود. این کشتی در سال ۱۹۱۴ ساخته شد.